# Mistrovství Evropy v krasobruslení 2016
Mistrovství Evropy v krasobruslení 2016 byl 108. ročník soutěže evropských krasobruslařů, organizovaný Mezinárodní bruslařskou unií (ISU). Konal se od 27. ledna do 31. ledna 2016 ve slovenském hlavním městě Bratislava. Ta tuto událost hostila počtvrté v historii (1958, 1966, 2001). Soutěže probíhaly ve čtyřech kategoriích – muži, ženy, sportovní dvojice a taneční páry.

## Účastníci

### Právo účasti
Právo zúčastnit se mistrovství měli sportovci registrovaní v evropských národních krasobruslařských svazech a kteří 1. července 2015 dosáhli hranice 15 let. Kromě těchto základních pravidel byla jako kvalifikační kritérium určena minimální hodnota technických prvků, kterou museli sportovci překročit.

### Minimální hodnota technických první
Mezinárodní bruslařská unie určila pro sezonu 2015/2016 minimální hodnotu technických prvků (TES), kterou museli sportovci překonat alespoň jednou na soutěži v aktuální či předchozí sezoně, aby se kvalifikovali na Mistrovství Evropy (zohledňovaly se jen události zařazené do oficiálního kalendáře ISU).:
| Minimální hodnota technických prvků (TES) | Minimální hodnota technických prvků (TES) | Minimální hodnota technických prvků (TES) |
| Kategorie                                 | Krátký program                            | Volná jízda                               |
| Muži                                      | 25                                        | 45                                        |
| Ženy                                      | 20                                        | 36                                        |
| Sportovní dvojice                         | 20                                        | 36                                        |
| Tance na ledě                             | 19                                        | 29                                        |
| ----------------------------------------- | ----------------------------------------- | ----------------------------------------- |

### Právo nominace více soutěžících
Každá země měla právo nominovat jednoho soutěžícího do soutěže. Na základě umístění na předcházejícím mistrovství Evropy měly následující země právo nominovat víc než jednoho účastníka:
| Počet míst | Muži                                          | Ženy                            | Sportovní dvojice                           | Taneční páry                       |
| ---------- | --------------------------------------------- | ------------------------------- | ------------------------------------------- | ---------------------------------- |
| 3          | Rusko                                         | Rusko Švédsko                   | Rusko Itálie                                | Francie Rusko Itálie               |
| 2          | Česko Francie Izrael Německo Španělsko Itálie | Francie Lotyšsko Německo Itálie | Francie Německo Rakousko Spojené království | Dánsko Německo Slovensko Španělsko |

### Seznam účastníků
| Země               | Muži                                        | Ženy                                                       | Sportovní dvojice                                                                                               | Taneční páry |
| ------------------ | ------------------------------------------- | ---------------------------------------------------------- | --- | --- |
| Arménie            | Slavik Hajrapetjan                          | Anastasija Galustjanová                                    | | Tina Garabedianová / Simon Proulx-Senecal                                                                                   |
| Ázerbájdžán        | Larry Loupolover                            |                                                            | | |
| Belgie             | Jorik Hendrickx                             | Charlotte Vandersarrenová                                  | | |
| Bělorusko          | Alexej Mjaľonchin                           | Janina Makejenková                                         | Tatiana Danilovová / Mikalaj Kamiančuk                                                                          | Viktorija Kovaľovová / Jurij Bieliajev                                                                                      |
| Bulharsko          |                                             | Daniela Stojevová                                          | | |
| Česko              | Jiří Bělohradský Michal Březina             | Eliška Březinová                                           | | Cortney Mansourová / Michal Češka                                                                                           |
| Dánsko             |                                             | Pernille Sørensenová                                       | | Laurence Fournierová Beaudryová / Nikolaj Sørensen                                                                          |
| Estonsko           | Daniil Zurav                                | Helery Hälvinová                                           | | |
| Finsko             | Valtter Virtanen                            | Viveca Lindforsová                                         | | Cecilia Törnová / Jussiville Partanen                                                                                       |
| Francie            | Florent Amodio Chafik Besseghier            | Laurine Lecavelierová Maé Bérénice Méitéová                | Vanessa Jamesová / Morgan Ciprès                                                                                | Lorenza Alessandriniová / Pierre Souquet Peroline Ojardiasová / Michael Bramante Gabriella Papadakisová / Guillaume Cizeron |
| Gruzie             | Armen Agajan                                |                                                            | | |
| Chorvatsko         | Nicholas Vrdoljak                           |                                                            | | |
| Itálie             | Ivan Righini Matteo Rizzo                   | Roberta Rodeghierová Giada Russová                         | Nicole Della Monicová / Matteo Guarise Bianca Manacordová / Niccolo Macii Valentina Marcheiová / Ondřej Hotárek | Anna Cappelliniová / Luca Lanotte Charlène Guignardová / Marco Fabbri Misato Komacubarová / Andrea Fabbri                   |
| Izrael             | Alexej Byčenko Daniel Samohin               | Aimee Buchananová                                          | Adel Tankovová / Jevgenij Krasnopolski                                                                          | Isabella Tobiasová / Ilia Tkačenko                                                                                          |
| Litva              |                                             | Alexandra Golovkinová                                      | Goda Butkutė / Nikita Jermolajev                                                                                | Taylor Tranová / Saulius Ambrulevičius                                                                                      |
| Lotyšsko           | Deniss Vasiljevs                            | Angelina Kučvaļská                                         | | Olga Jakušinová / Andrej Nevskij                                                                                            |
| Lucembursko        |                                             | Fleur Maxwellová                                           | | |
| Maďarsko           | Alexander Maszljanko                        | Ivett Tóthová                                              | Anna Marie Pearceová/Márk Magyar                                                                                | Carolina Moscheniová / Balázs Major                                                                                         |
| Německo            | Paul Fentz Franz Streubel                   | Lutricia Bocková Nathalie Weinzierlová                     | Aljona Savčenková / Bruno Massot Mari Vartmannová / Ruben Blommaert                                             | Kavita Lorenzová / Panaqiotis Polizoakis Katharina Müllerová / Tim Dieck                                                    |
| Nizozemsko         | Thomas Kennes                               | Niki Woriesová                                             | | |
| Norsko             | Sondre Oddvoll Boe                          | Anne Line Gjersemová                                       | | |
| Polsko             | Patrick Myzyk                               |                                                            | | Natalia Kaliszeková / Maxym Spodyrjev                                                                                       |
| Rakousko           | Mario-Rafael Ionian                         | Kerstin Franková                                           | Miriam Zieglerová / Severin Kiefer                                                                              | Barbora Silná / Juri Kurakin                                                                                                |
| Rumunsko           |                                             | Julia Sauterová                                            | | |
| Rusko              | Michail Koľada Maxim Kovtun Alexandr Petrov | Jevgenija Medveděvová Anna Pogorilaja Jelena Radionovová   | Juko Kavagutiová / Alexandr Smirnov Xenija Stolbovová / Fiodor Klimov Tatiana Volosožarová / Maxim Traňkov      | Jekaterina Bobrovová / Dmitrij Soloviov Viktorija Sinicinová / Nikita Kacalapov Alexandra Stepanovová / Ivan Bukin          |
| Slovensko          | Michael Neuman                              | Nicole Rajičová                                            | | Federica Testová / Lukáš Csölley                                                                                            |
| Slovinsko          | David Kranjec                               | Daša Grmová                                                | | |
| Spojené království | Phillip Harris                              | Danielle Harrisonová                                       | Amani Fancyová / Christopher Boyadji                                                                            | Penny Coomesová / Nicholas Buckland                                                                                         |
| Španělsko          | Javier Fernández Felipe Montoya             | Sonia Lafuenteová                                          | Marcelina Lechová / Aritz Maestu                                                                                | Celia Robledová / Luis Fenero                                                                                               |
| Švédsko            | Alexandr Majorov                            | Matilda Algotssonová Joshi Helgessonová Isabelle Olssonová | | |
| Švýcarsko          | Stéphane Walker                             | Tanja Odermattová                                          | Alexandra Herbríková / Nicolas Roulet                                                                           | Katarina Paiceová / Jurij Jeremenko                                                                                         |
| Turecko            | Engin Ali Artan                             | Birce Atabeyová                                            | | Alisa Agafonovová / Alper Uçar                                                                                              |
| Ukrajina           | Ivan Pavlov                                 | Anna Chnyčenkovová                                         | | Valerija Hajstruková / Olexij Olijnyk                                                                                       |

## Program
Program byl uváděn v místním čase UTC+1 (středoevropský čas). Oproti oficiálnímu rozpisu byly začátky některých soutěží posunuté o 45 minut později. V tabulce jsou uvedené skutečné začátky:
| Datum             | Čas (SEČ) Událost                                                                                 |
| ----------------- | ------------------------------------------------------------------------------------------------- |
| Pondělí 25. leden | Oficiální tréninky                                                                                |
| Úterý 26. leden   | Oficiální tréninky                                                                                |
| Středa 27. leden  | 10:15 h Ženy: krátký program 16:45 h Zahajovací ceremoniál 17:30 h Muži: krátký program           |
| Čtvrtek 28. leden | 12:25 h Taneční páry: krátký program 17:45 h Muži: volné jídzy                                    |
| Pátek 29. leden   | 13:45 h Sportovní dvojice: krátký program 18:00 h Ženy: volné jízdy                               |
| Sobota 30. leden  | 10:00 h Sportovní dvojice: volné jízdy 14:30 h Taneční páry: volné tance 20:00 h Závěrečný banket |
| Neděle 31. leden  | 14:30 h Exhibice                                                                                  |

## Maskot
Maskotem bratislavského mistrovství Evropy byla „Zimka“, krasobruslařka s modro-tyrkysovou širokou zvonovou sukní, která měla podle organizátorů symbolizovat „nejdynamičtější prvky krasobruslení – tedy skok a piruetu“. Vizuální podobu maskota vytvořili studenti Katedry vizuální komunikace Vysoké školy výtvarných umění v Bratislavě tak, aby šlo o něco netradičního (ne zvíře či imaginární symbol) a aby zároveň byl maskot přitažlivý pro mladé publikum a děti. Jméno bylo vybrané z návrhů fanoušků krasobruslení tak, aby bylo lehce vyslovitelné pro cizince a aby reflektovalo tento zimní sport. Pro Zimku se rozhodli i proto, že zimka je zdrobnělina, kterou často používají děti a ty chtěli organizátoři zaujmout a přitáhnout ke krasobruslení.
Kostým maskota vytvořila v průběhu týdne firma, přičemž na výrobu oděvu z lycry a skelných vláken spotřebovala přibližně 8 metrů látky.

## Výsledky

### Muži
| Místo                              | Soutěžící            | Země               | Celkový počet bodů | Krátký program | Krátký program | Volná jízda | Volná jízda |
| ---------------------------------- | -------------------- | ------------------ | ------------------ | -------------- | -------------- | ----------- | ----------- |
| 1                                  | Javier Fernández     | Španělsko          | 302,77             | 1              | 102,54         | 1           | 200,23      |
| 2                                  | Alexej Byčenko       | Izrael             | 242,56             | 4              | 84,09          | 4           | 158,47      |
| 3                                  | Maxim Kovtun         | Rusko              | 242,21             | 2              | 88,09          | 6           | 154,12      |
| 4                                  | Florent Amodio       | Francie            | 240,96             | 8              | 78,28          | 2           | 162,68      |
| 5                                  | Michail Koľada       | Rusko              | 236,58             | 9              | 77,58          | 3           | 159,00      |
| 6                                  | Ivan Righini         | Itálie             | 236,36             | 6              | 82,23          | 5           | 154,13      |
| 7                                  | Daniel Samochin      | Izrael             | 232,08             | 5              | 82,73          | 8           | 149,35      |
| 8                                  | Alexandr Petrov      | Rusko              | 229,69             | 10             | 76,95          | 7           | 152,74      |
| 9                                  | Jorik Hendrickx      | Belgie             | 221,39             | 7              | 79,13          | 9           | 142,26      |
| 10                                 | Michal Březina       | Česko              | 211,81             | 3              | 84,30          | 13          | 127,51      |
| 11                                 | Alexandr Majorov     | Švédsko            | 204,27             | 11             | 76,34          | 12          | 127,93      |
| 12                                 | Deniss Vasiljevs     | Lotyšsko           | 204,24             | 14             | 68,32          | 10          | 135,92      |
| 13                                 | Matteo Rizzo         | Itálie             | 200,81             | 12             | 74,91          | 14          | 125,90      |
| 14                                 | Franz Streubel       | Německo            | 196,17             | 15             | 68,11          | 11          | 128,06      |
| 15                                 | Ivan Pavlov          | Ukrajina           | 189,65             | 13             | 68,78          | 15          | 120,87      |
| 16                                 | Paul Fentz           | Německo            | 182,59             | 16             | 67,97          | 17          | 114,62      |
| 17                                 | Felipe Montoya       | Španělsko          | 181,95             | 17             | 67,73          | 19          | 114,22      |
| 18                                 | Phillip Harris       | Spojené království | 180,99             | 18             | 63,93          | 16          | 117,06      |
| 19                                 | Stéphane Walker      | Švýcarsko          | 171,79             | 22             | 57,23          | 18          | 114,56      |
| 20                                 | Jiří Bělohradský     | Česko              | 168,57             | 19             | 60,53          | 21          | 108,04      |
| 21                                 | Nicholas Vrdoljak    | Chorvatsko         | 167,07             | 21             | 59,02          | 20          | 108,05      |
| 22                                 | David Kranjec        | Slovinsko          | 163,98             | 23             | 56,99          | 22          | 106,99      |
| 23                                 | Mario-Rafael Ionian  | Rakousko           | 160,57             | 24             | 54,16          | 23          | 106,41      |
| 24                                 | Sondre Oddvoll Boe   | Norsko             | 149,60             | 20             | 59,12          | 24          | 90,48       |
| nekvalifikovali se do volných jízd |                      |                    |                    |                |                |             |             |
| 25                                 | Thomas Kennes        | Nizozemsko         | 53,86              | 25             | 53,86          |             |             |
| 26                                 | Valtter Virtanen     | Finsko             | 52,07              | 26             | 52,07          |             |             |
| 27                                 | Alexej Mjaľonchin    | Bělorusko          | 50,98              | 27             | 50,98          |             |             |
| 28                                 | Daniil Zurav         | Estonsko           | 50,50              | 28             | 50,50          |             |             |
| 29                                 | Armen Agajan         | Gruzie             | 49,32              | 29             | 49,32          |             |             |
| 30                                 | Patrick Myzyk        | Polsko             | 49,26              | 30             | 49,26          |             |             |
| 31                                 | Slavik Hajrapetjan   | Arménie            | 46,71              | 31             | 46,71          |             |             |
| 32                                 | Larry Loupolover     | Ázerbájdžán        | 44,46              | 32             | 44,46          |             |             |
| 33                                 | Alexander Maszljanko | Maďarsko           | 44,26              | 33             | 44,26          |             |             |
| 34                                 | Michael Neuman       | Slovensko          | 42,03              | 34             | 42,03          |             |             |
| 35                                 | Engin Ali Artan      | Turecko            | 40,60              | 35             | 40,60          |             |             |

### Ženy
| Místo                              | Soutěžící                 | Země               | Celkový počet bodů | Krátký program | Krátký program | Volná jízda | Volná jízda |
| ---------------------------------- | ------------------------- | ------------------ | ------------------ | -------------- | -------------- | ----------- | ----------- |
| 1                                  | Jevgenija Medvedevová     | Rusko              | 215,45             | 1              | 72,55          | 1           | 142,90      |
| 2                                  | Jelena Radionovová        | Rusko              | 209,99             | 2              | 70,96          | 2           | 139,03      |
| 3                                  | Anna Pogorilaja           | Rusko              | 187,05             | 3              | 63,81          | 3           | 123,24      |
| 4                                  | Angelina Kučvaļská        | Lotyšsko           | 176,99             | 5              | 58,99          | 4           | 118,00      |
| 5                                  | Roberta Rodeghierová      | Itálie             | 170,76             | 4              | 61,01          | 5           | 109,75      |
| 6                                  | Maé Bérénice Méitéová     | Francie            | 161,23             | 8              | 57,35          | 6           | 103,88      |
| 7                                  | Nathalie Weinzierlová     | Německo            | 160,64             | 7              | 57,36          | 7           | 103,28      |
| 8                                  | Viveca Lindforsová        | Finsko             | 155,49             | 11             | 53,92          | 8           | 101,57      |
| 9                                  | Joshi Helgessonová        | Švédsko            | 153,29             | 6              | 58,13          | 11          | 95,16       |
| 10                                 | Laurine Lecavelierová     | Francie            | 152,34             | 13             | 52,84          | 9           | 99,50       |
| 11                                 | Ivett Tóthová             | Maďarsko           | 150,65             | 10             | 55,54          | 12          | 95,11       |
| 12                                 | Nicole Rajičová           | Slovensko          | 146,10             | 9              | 57,24          | 18          | 88,86       |
| 13                                 | Matilda Algotssonová      | Švédsko            | 145,32             | 18             | 47,97          | 10          | 97,35       |
| 14                                 | Giada Russová             | Itálie             | 143,40             | 12             | 53,52          | 16          | 89,88       |
| 15                                 | Anastasija Galustjanová   | Arménie            | 143,05             | 16             | 48,93          | 13          | 94,12       |
| 16                                 | Alexandra Golovkinová     | Litva              | 139,83             | 15             | 49,30          | 15          | 90,53       |
| 17                                 | Anne Line Gjersemová      | Norsko             | 139,48             | 14             | 49,80          | 17          | 89,68       |
| 18                                 | Fleur Maxwellová          | Lucembursko        | 137,76             | 22             | 46,55          | 14          | 91,21       |
| 19                                 | Helery Hälvinová          | Estonsko           | 135,02             | 20             | 47,49          | 19          | 87,53       |
| 20                                 | Niki Woriesová            | Nizozemsko         | 131,87             | 21             | 46,82          | 20          | 85,05       |
| 21                                 | Anna Chnyčenkovová        | Ukrajina           | 128,80             | 19             | 47,90          | 22          | 80,90       |
| 22                                 | Kerstin Franková          | Rakousko           | 128,08             | 24             | 44,85          | 21          | 83,23       |
| 23                                 | Eliška Březinová          | Česko              | 121,26             | 17             | 48,21          | 23          | 73,05       |
| 24                                 | Isabelle Olssonová        | Švédsko            | 117,50             | 23             | 45,11          | 24          | 72,39       |
| nekvalifikovali se do volných jízd |                           |                    |                    |                |                |             |             |
| 25                                 | Lutricia Bocková          | Německo            | 43,77              | 25             | 43,77          |             |             |
| 26                                 | Daša Grmová               | Slovinsko          | 43,36              | 26             | 43,36          |             |             |
| 27                                 | Julia Sauterová           | Rumunsko           | 41,79              | 27             | 41,79          |             |             |
| 28                                 | Tanja Odermattová         | Švýcarsko          | 41,44              | 28             | 41,44          |             |             |
| 29                                 | Danielle Harrisonová      | Spojené království | 40,68              | 29             | 40,68          |             |             |
| 30                                 | Charlotte Vandersarrenová | Belgie             | 39,93              | 30             | 39,93          |             |             |
| 31                                 | Aimee Buchananová         | Izrael             | 39,79              | 31             | 39,79          |             |             |
| 32                                 | Birce Atabeyová           | Turecko            | 37,55              | 32             | 37,55          |             |             |
| 33                                 | Sonia Lafuenteová         | Španělsko          | 37,12              | 33             | 37,12          |             |             |
| 34                                 | Pernille Sørensenová      | Dánsko             | 34,81              | 34             | 34,81          |             |             |
| 35                                 | Daniela Stojevová         | Bulharsko          | 33,82              | 35             | 33,82          |             |             |
| 36                                 | Janina Makejenková        | Bělorusko          | 27,62              | 36             | 27,62          |             |             |

### Sportovní dvojice
| Místo | Soutěžící                                | Země      | Celkový počet bodů | Krátký program | Krátký program | Volný program | Volný program |
| ----- | ---------------------------------------- | --------- | ------------------ | -------------- | -------------- | ------------- | ------------- |
| 1     | Tatiana Volosožarová / Maxim Traňkov     | Rusko     | 222,66             | 1              | 79,77          | 1             | 142,89        |
| 2     | Aljona Savčenková / Bruno Massot         | Německo   | 200,78             | 2              | 75,54          | 3             | 125,24        |
| 3     | Jevgenija Tarasovová / Vladimir Morozov  | Rusko     | 197,55             | 3              | 70,17          | 2             | 127,38        |
| 4     | Vanessa Jamesová / Morgan Ciprès         | Francie   | 185,55             | 5              | 62,10          | 5             | 123,45        |
| 5     | Valentina Marcheiová / Ondřej Hotárek    | Itálie    | 182,61             | 8              | 58,47          | 4             | 124,14        |
| 6     | Nicole Dellová Monicová / Matteo Guarise | Itálie    | 178,97             | 6              | 61,51          | 6             | 117,46        |
| 7     | Kristina Astachovová / Alexej Rogonov    | Rusko     | 174,72             | 7              | 60,63          | 7             | 114,09        |
| 8     | Mari Vartmannová / Ruben Blommaert       | Německo   | 171,30             | 4              | 62,90          | 8             | 108,40        |
| 9     | Miriam Zieglerová / Severin Kiefer       | Rakousko  | 149,07             | 9              | 52,96          | 10            | 96,11         |
| 10    | Tatiana Danilovová / Mikalaj Kamiančuk   | Bělorusko | 147,36             | 10             | 48,72          | 9             | 98,64         |
| 11    | Goda Butkutė / Nikita Jermolajev         | Litva     | 139,56             | 11             | 46,85          | 11            | 92,71         |
| 12    | Bianca Manacordová / Niccolo Macii       | Itálie    | 130,00             | 12             | 44,71          | 12            | 85,29         |
| 13    | Adel Tankovová / Jevgenij Krasnopolski   | Izrael    | 114,56             | 14             | 37,81          | 13            | 76,75         |
| 14    | Anna Marie Pearceová / Márk Magyar       | Maďarsko  | 110,55             | 16             | 36,00          | 14            | 74,55         |
| 15    | Marcelina Lechová / Aritz Maestu         | Španělsko | 109,11             | 13             | 40,46          | 15            | 68,65         |
| 16    | Alexandra Herbríková / Nicolas Roulet    | Švýcarsko | 103,47             | 15             | 36,38          | 16            | 67,09         |

### Taneční páry
| Místo                               | Soutěžící                                          | Země               | Celkový počet bodů | Krátký tanec | Krátký tanec | Volný tanec | Volný tanec |
| ----------------------------------- | -------------------------------------------------- | ------------------ | ------------------ | ------------ | ------------ | ----------- | ----------- |
| 1                                   | Gabriella Papadakisová / Guillaume Cizeron         | Francie            | 182,71             | 2            | 70,74        | 1           | 111,97      |
| 2                                   | Anna Cappelliniová / Luca Lanotte                  | Itálie             | 178,01             | 1            | 72,31        | 3           | 105,70      |
| 3                                   | Jekaterina Bobrovová / Dmitrij Soloviov            | Rusko              | 176,50             | 3            | 68,71        | 2           | 107,79      |
| 4                                   | Viktorija Sinicinová / Nikita Kacalapov            | Rusko              | 172,65             | 4            | 68,33        | 4           | 104,32      |
| 5                                   | Alexandra Stepanovová / Ivan Bukin                 | Rusko              | 165,55             | 5            | 66,65        | 5           | 98,90       |
| 6                                   | Penny Coomesová / Nicholas Buckland                | Spojené království | 162,75             | 8            | 64,26        | 6           | 98,49       |
| 7                                   | Charlène Guignardová / Marco Fabbri                | Itálie             | 162,58             | 6            | 64,87        | 7           | 97,71       |
| 8                                   | Federica Testová / Lukáš Csölley                   | Slovensko          | 158,05             | 9            | 62,24        | 8           | 95,81       |
| 9                                   | Laurence Fournierová Beaudryová / Nikolaj Sørensen | Dánsko             | 152,79             | 10           | 62,19        | 9           | 90,60       |
| 10                                  | Isabella Tobiasová / Ilia Tkačenko                 | Izrael             | 151,67             | 7            | 64,46        | 12          | 87,21       |
| 11                                  | Natalia Kaliszeková / Maxym Spodyrjev              | Polsko             | 147,07             | 11           | 59,57        | 11          | 87,50       |
| 12                                  | Alisa Agafonovová / Alper Uçar                     | Turecko            | 145,23             | 12           | 56,33        | 10          | 88,90       |
| 13                                  | Cortney Mansourová / Michal Češka                  | Česko              | 141,36             | 14           | 54,97        | 13          | 86,39       |
| 14                                  | Kavita Lorenzová / Panaqiotis Polizoakis           | Německo            | 137,99             | 13           | 55,06        | 15          | 82,93       |
| 15                                  | Cecilia Törnová / Jussiville Partanen              | Finsko             | 134,10             | 18           | 51,14        | 14          | 82,96       |
| 16                                  | Viktorija Kovaľovová / Jurij Bieliajev             | Bělorusko          | 133,71             | 17           | 52,25        | 16          | 81,46       |
| 17                                  | Barbora Silná / Juri Kurakin                       | Rakousko           | 129,87             | 15           | 54,56        | 17          | 75,31       |
| 18                                  | Tina Garabedianová / Simon Proulx-Senecal          | Arménie            | 125,19             | 20           | 50,17        | 18          | 75,02       |
| 19                                  | Celia Robledová / Luis Fenero                      | Španělsko          | 122,81             | 19           | 50,19        | 19          | 72,62       |
| 20                                  | Lorenza Alessandriniová / Pierre Souquet           | Francie            | 121,43             | 16           | 54,37        | 20          | 67,06       |
| nekvalifikovali se do volných tanců |                                                    |                    |                    |              |              |             |             |
| 21                                  | Misato Komacubarová / Andrea Fabbri                | Itálie             | 49,56              | 21           | 49,56        |             |             |
| 22                                  | Olga Jakušinová / Andrej Nevskij                   | Španělsko          | 49,49              | 22           | 49,49        |             |             |
| 23                                  | Katharina Müllerová / Tim Dieck                    | Německo            | 48,75              | 23           | 48,75        |             |             |
| 24                                  | Peroline Ojardiasová / Michael Bramante            | Francie            | 48,36              | 24           | 48,36        |             |             |
| 25                                  | Taylor Tranová / Saulius Ambrulevičius             | Litva              | 45,09              | 25           | 45,09        |             |             |
| 26                                  | Valerija Hajstruková / Olexij Olijnyk              | Ukrajina           | 44,44              | 26           | 44,44        |             |             |
| 27                                  | Carolina Moscheniová / Balázs Major                | Maďarsko           | 42,87              | 27           | 42,87        |             |             |
| 28                                  | Katarina Paiceová / Jurij Jeremenko                | Švýcarsko          | 36,23              | 28           | 36,23        |             |             |

## Finanční odměny
Podle rozhodnutí Rady Mezinárodní bruslařská unie z 27. října 2015 byly stanoveny následující finanční odměny pro soutěžící na Mistrovství Evropy 2016, kteří se kvalifikovali a soutěžili ve volných jízdách, resp. volných tancích, a zároveň se umístili do 8. místa při soutěži jednotlivců, resp. do 5. místa v kategorii sportovních dvojic a do 6. místa v kategorii tanečních párů (oproti předcházejícímu mistrovství Evropy došlo ke snížení odměňovaných míst z prvních dvanácti v každé kategorii):
| Celkové umístění                                             | Výše finanční odměny v USD | Výše finanční odměny v USD | Výše finanční odměny v USD | Výše finanční odměny v USD |
| Celkové umístění                                             | Muži                       | Ženy                       | Sportovní dvojice          | Taneční páry               |
| ------------------------------------------------------------ | -------------------------- | -------------------------- | -------------------------- | -------------------------- |
| 1. místo                                                     | 20 000                     | 20 000                     | 30 000                     | 30 000                     |
| 2. místo                                                     | 13 000                     | 13 000                     | 19 500                     | 19 500                     |
| 3. místo                                                     | 8 000                      | 8 000                      | 12 000                     | 12 000                     |
| 4. místo                                                     | 6 500                      | 6 500                      | 9 750                      | 9 750                      |
| 5. místo                                                     | 5 000                      | 5 000                      | 7 500                      | 7 500                      |
| 6. místo                                                     | 4 000                      | 4 000                      | –                          | 6 000                      |
| 7. místo                                                     | 3 500                      | 3 500                      | –                          | -                          |
| 8. místo                                                     | 3 000                      | 3 000                      | –                          | -                          |
| Spolu                                                        | 63 000                     | 63 000                     | 78 750                     | 84 750                     |
| Při párových disciplínách se odměna dělí mezi oba soutěžící. |                            |                            |                            |                            |

Celkově tak ISU vyplatila na finančních odměnách soutěžícím 289 500 USD.